# Pachetra hilaris
Pachetra hilaris är en fjärilsart som beskrevs av Hirschke. Pachetra hilaris ingår i släktet Pachetra och familjen nattflyn. Inga underarter finns listade i Catalogue of Life.